# باولا فرازر
باولا فرازر (بالإنجليزية: Paula Frazer)‏ هي عازفة قيثارة ومغنية مؤلفة وملحنة أمريكية، ولدت في 24 أبريل 1963.

## وصلات خارجية
- باولا فرازر على موقع ميوزك برينز (الإنجليزية)
- باولا فرازر على موقع أول ميوزيك (الإنجليزية)
- باولا فرازر على موقع ديسكوغز (الإنجليزية)